# Tiberio Giulio Aquila Polemeano
Tiberio Giulio Aquila Polemeano (in latino Tiberius Iulius Aquila Polemaeanus; I secolo – II secolo) è stato un politico romano.
Figlio di Celso Polemeano, completò il cursus honorum nel 111, divenendo in quell'anno console.